# Pyotr Lebedev
Pyotr Nikolaevich Lebedev (em russo:  Пётр Николаевич Лебедев; Moscou, 24 de fevereiro de 1866 – 1 de março de 1912) foi um físico russo. Seu nome é também transliterado como Peter Lebedew e Peter Lebedev.
Obteve um doutorado no período de 1887 a 1891, na Universidade de Estrasburgo, orientado por August Kundt. Em 1891, começou a trabalhar na Universidade Estatal de Moscou no grupo de Aleksandr Stoletov, onde conduziu seus mais famosos estudos experimentais sobre ondas eletromagnéticas. Foi o primeiro a medir a pressão da luz sobre um corpo sólido em 1899. Sua descoberta foi anunciada no World Physics Congress em Paris em 1900, que foi a primeira confirmação quantitativa das equações de Maxwell. Em 1901, tornou-se professor da Universidade Estatal de Moscou, deixando a universidade em 1911, protestando contra a política do ministro da educação. No mesmo ano recebeu um convite para um cargo de professor em Estocolmo, que rejeitou. Morreu no ano seguinte.
O Instituto de Física Lebedev em Moscou e a cratera lunar Lebedev são denominadas em sua memória.